# Schloss Loitz

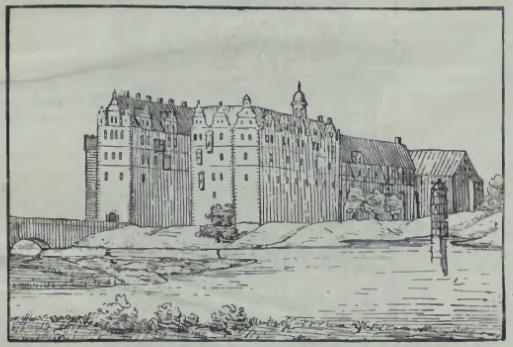
Schloss Loitz Detailaufnahme 1652

Loitz mit Schloss – Darstellung von 1759

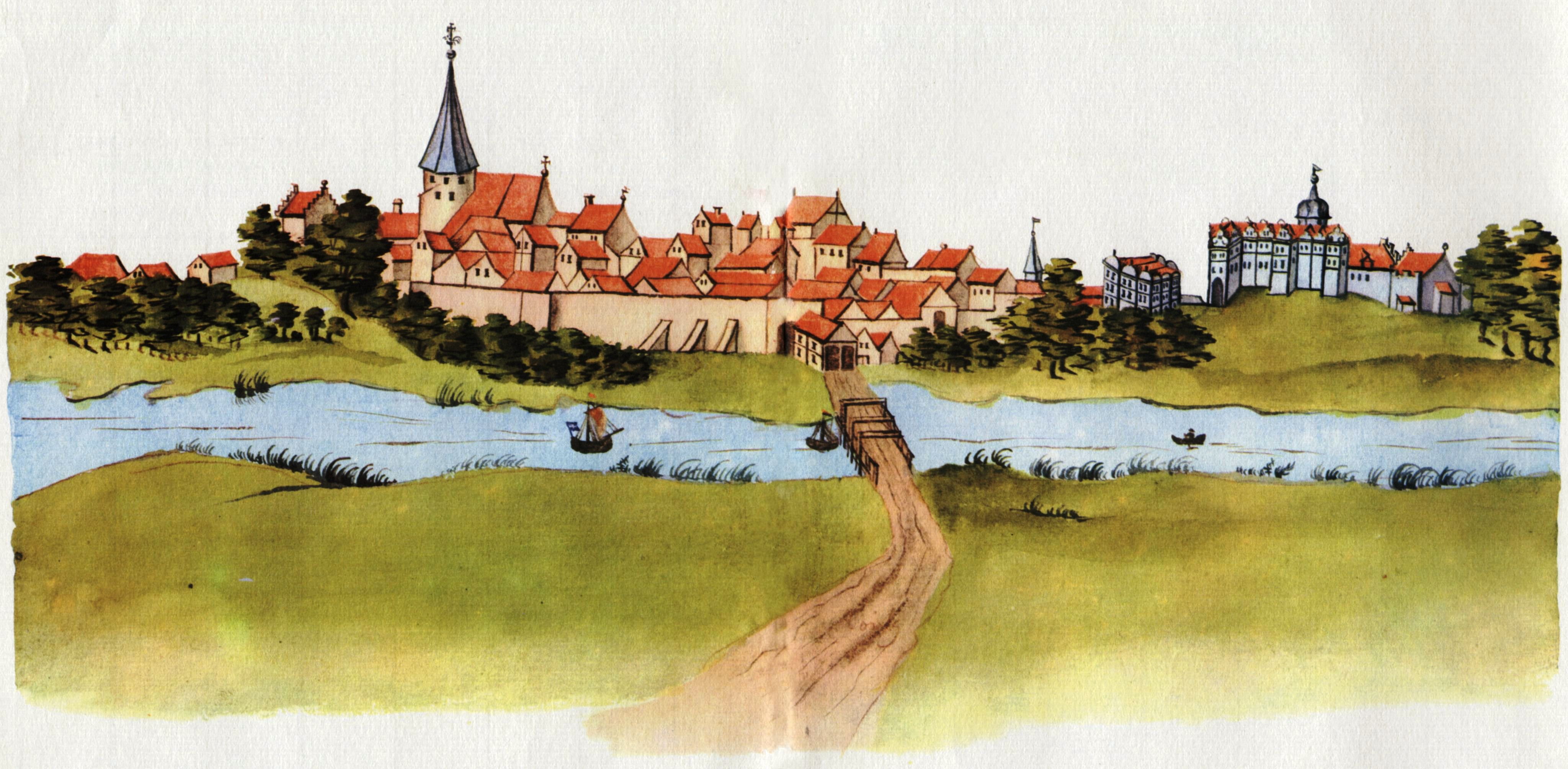
Ansicht von Loitz mit Schloss aus der Stralsunder Bilderhandschrift von 1618

Die Befestigungen von Loitz mit Schlossareal 1761

Das Schloss Loitz war ein mittelalterlich-frühneuzeitlicher Herrschaftssitz in Loitz an der Peene in Vorpommern, im heutigen Landkreis Vorpommern-Greifswald in Mecklenburg-Vorpommern (Deutschland). Es ist seit Anfang des 18. Jahrhunderts abgegangen.

## Vorgängeranlagen
In Überlieferungen wurde in Loitz an der späteren Stelle des Schlosses ein Burgwall aus der Slawenzeit vermutet, der in der Neuzeit durch verschiedene Funde in den Randbereichen der späteren Überbauungen dann auch nachgewiesen wurde.
Vor dem Neubau der Marina vor dem Bahnhof Loitz wurden 2005 umfangreiche Ausgrabungen in diesem Bereich durchgeführt. Dabei wurden nicht nur Uferbefestigungen ca. 10 Meter vom jetzigen Peeneufer entfernt gefunden, sondern darauffolgend nach Norden umfangreiche Siedlungsbefunde mit Keramik und anderen Artefakten. Auch die vorgefundenen Erdschichtungen lassen auf den beschriebenen Burgwall schließen.
In der frühdeutschen Zeit (Vorpommern ab ca. 1230) wurde der Burgwall durch eine Burg überbaut, die sich im Grenzbereich zwischen Pommern und Mecklenburg zu einem wichtigen Punkt entwickelte. Nördlich der Ausgrabungsstätte der slawischen Siedlung (Burgwall) folgte gleichlaufend eine Grabung im vermuteten Bereich der frühdeutschen Burganlage. Man fand dabei mehrere Anlagen der Wasserversorgung der Burg mit Brunnen sowie einer Wasserleitung. Auch viele Keramikfunde, Eisenwaren, Holzgegenstände usw., die eine eindeutige frühdeutsche Nutzung belegen, wurden aufgedeckt.

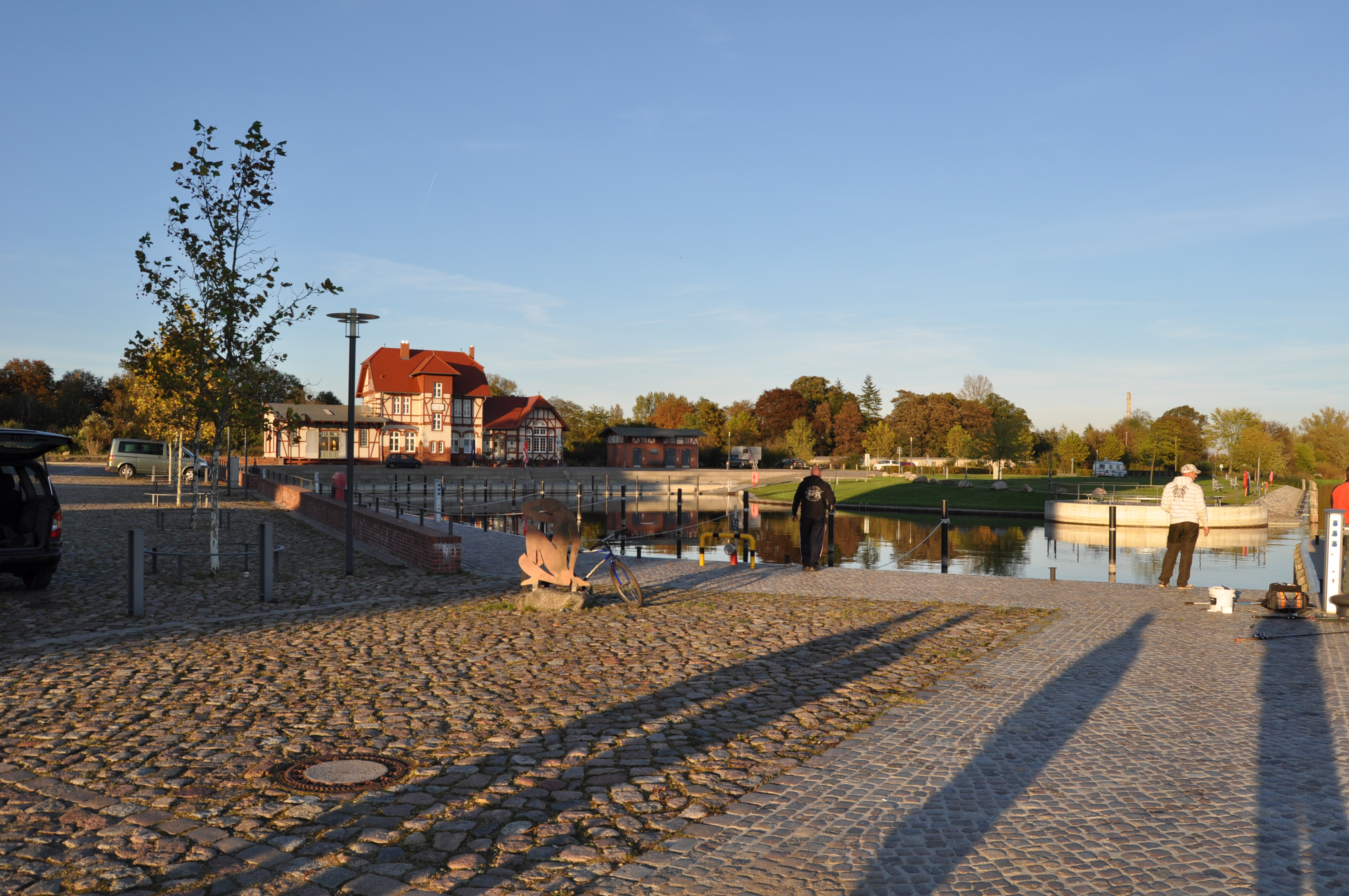
Das ehemalige Schlossareal von Loitz – jetzt Marina und Bahnhof

## Geschichte
Loitz erhielt 1242 von Detlef von Gadebusch das Lübische Stadtrecht. Stadt und Land Loitz wechseln in der Folge mehrfach die Herrschaftszugehörigkeit zwischen Rügen und Pommern.
Während des Ersten Rügischen Erbfolgekrieges geriet Loitz in das Kampfgeschehen zwischen Pommern und Mecklenburg, die um die Nachfolge im Fürstentum rangen. Während die Stadt Loitz 1326 von den Mecklenburgern besetzt wurde, hielt das Schloss unter Reinfried von Pentz den Eroberern stand. Im Herbst wurde die Burg durch den Beauftragten der Dänen, Graf Gerhard V. von Holstein entsetzt. Als er sich später aber den Mecklenburgern zuwandte, begann der Kampf erneut. Im März 1327 besetzten Streitkräfte aus Demmin und Greifswald Stadt und Schloss, vertrieben die Mecklenburger und ließen als Besatzung 50 Soldaten und 12 Bogenschützen aus Greifswald zurück.
Der Zweite Rügische Erbfolgekrieg um 1351 berührte das Schloss nicht unmittelbar, denn die Mecklenburger wurden im Vorfeld am Schoppendamm geschlagen. Als die Kriegshandlungen des Dreißigjährigen Krieges 1627 auf vorpommersche Gebiete übergriffen, waren auch Schloss, Stadt und Land Loitz stark betroffen. Es wurde von starken Verwüstungen und Zerstörungen berichtet, die auch das Schloss betrafen.
- 1627 Wallenstein einmarschiert, Loitz besetzt
- 1631 Besetzung durch Schwedenkönig Gustav Adolf
- 1637 Besetzung durch Kaiserliche Truppen
- 1638 Besetzung durch den Schwedengeneral Banér

Alle diese Besetzungen brachten jeweils Zerstörungen und Ausplünderungen. Danach gab es noch einmal Kriegshandlungen im Nordischen Krieg, die Loitz 1659 betrafen. Als der Große Kurfürst von Brandenburg 1675 in Schwedisch-Pommern einmarschierte, war Loitz als wichtiger Peeneübergang wieder ein Ziel, aber durch den schnellen Rückzug der Schweden gab es keine größeren Schäden.

## Mittelalterliche Burganlage
Wann genau die Burganlage gebaut wurde, ist nicht überliefert. Die erste urkundliche Nennung stammt aus dem Jahr 1314, die Bezeichnung war damals schon „Slot“. Das Land um Loitz gehörte als Teil des Fürstentums Rügen seit den oben beschriebenen Auseinandersetzungen mit Mecklenburg den Herzögen von Pommern. Auch das Schloss mit den entsprechenden Versorgungsgütern gehörte dazu. In den Urkunden des 14. und 15. Jahrhunderts wird häufig das „slot“ oder „hus“ Loitz erwähnt, über sein Aussehen erfahren wir aber nichts. Von seiner verwaltungsmäßigen Funktion her war es Mittelpunkt einer Vogtei, später, seit Anfang des 16. Jahrhunderts, eines Amtes, die ebenfalls den Namen Loitz trugen.
Im 14. und 15. Jahrhundert waren Schloss und Vogtei Loitz mehrfach verpfändet. 1383, 1422 und 1457 lösten die Herzöge das Pfand zwar wieder ein, waren aber wegen der Geldnot zwischenzeitlich immer wieder zu Verpfändungen gezwungen. Das Schloss wurde dann als Vogteisitz vergeben, dafür wendete 1480 aber Herzog Bogislaw X. erstmals ein Kündigungsrecht beim Vogt Bernd von Maltzahn an, mit dem er wenig später in Konflikt geriet. Aus den darüber verfassten Schriften sind erste bauliche Details bekannt. In einer Anklageschrift aus dem Jahre 1490 warf Herzog Bogislaw seinem Marschall u. a. vor:
„Item, do he vnnsz dat sloth (Loitz) wedder inandtwerdede, tobrack he vnnsz to smaheyt vnnde slogh entwey doren, glasefinster, auene in den dorntzen, iserwerck vnde andert...“.
An anderer Stelle ist auch noch von Zingeln die Rede. Es sind dies die ersten bescheidenen Hinweise auf bauliche Elemente des Schlosses: Glasfenster, Dornitzen (Stuben) mit Öfen und Zingeln als Teil der Befestigungswerke. Über die militärische Ausrüstung zu dieser Zeit gibt der Vertrag mit Maltzahns Nachfolger als Loitzer Vogt, Peter Myckes, Auskunft. Es werden in einem angehängten Inventar acht neue Hakenbüchsen, fünf Steinbüchsen, Armbrüste, Pfeile und Pulver genannt. Um 1500 wurde ein neues Kornhaus auf dem Schloß gebaut. Ihrer Funktion nach werden um diese Zeit auch einige weitere Räume erwähnt, so „m. g. h. (meines gnädigen herren) gemak, die Jungfrowenkamer, dat ridderhus, die kentzelye (Kanzlei), die hangelkamer (Verschlag der als Schlafstelle für das Gesinde diente), die stenkamer, die capelle.“
Ab 1555 ließ Herzog Philipp I. von Pommern-Wolgast das Schloss durch Zeugmeister Endelin und den Torgauer Bildhauer Simon ausbauen und überholen. Im Frühjahr 1555 war Meister Simon Bildhauer in Pommern und lieferte am 29. Mai ein Gutachten über die „Ursachen, worumb Löcz nit wol zcu befestigen“ sei ein. Diesem Gutachten verdanken wir die erste älteste bislang bekannte Beschreibung des Loitzer Schlosses. Danach stand der ganze Gebäudekomplex auf einem ca. 35 Ellen (= rund 20 Meter) hohen, künstlich aufgeschütteten Berg, um den herum ein Wassergraben verlief, der mit der Peene in Verbindung stand. Neben dem alten Haus werden auch mehrere nicht näher charakterisierte Neubauten erwähnt. Außerdem nennt das Gutachten noch ein neues Zeughaus, welches an die Mauer gesetzt worden ist, also wohl außerhalb der eigentlichen Burg stand. Insgesamt erhält man aus dieser Beschreibung nur einen sehr fragmentarischen Eindruck vom Aussehen der gesamten Anlage. Ob aber die für 1558 vertraglich vereinbarten Bauarbeiten tatsächlich ausgeführt wurden, ist fraglich.
Eine detaillierte Beschreibung wurde im Zusammenhang mit den Heiratsverhandlungen zwischen Herzog Ernst Ludwig und seinem künftigen Schwiegervater, Herzog Julius von Braunschweig-Lüneburg, 1577 angefertigt. Ob diese dieselbe Anlage wie 1555 wiedergibt, oder aber Umbauten ab 1558 berücksichtigt, muss offen bleiben. Des Weiteren sind aus dieser Zeit Grundrisse des Schlosses überliefert.

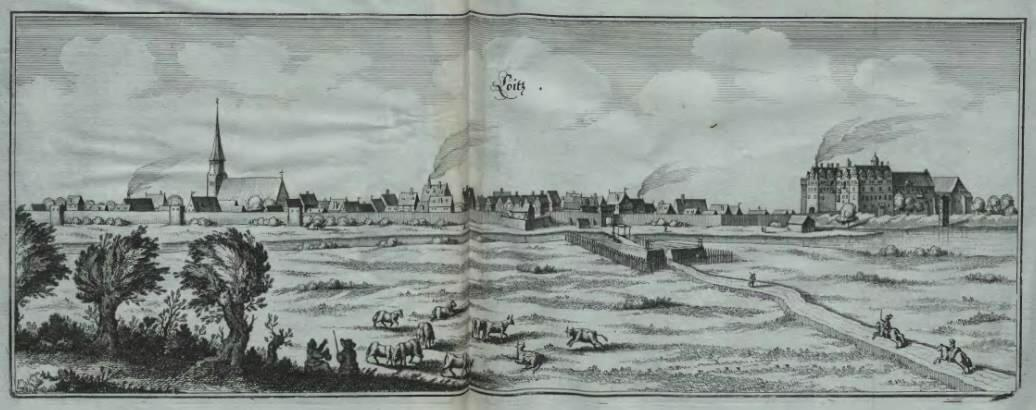
Detaillierte Ansicht von Loitz mit Schloss (rechts) nach Merian 1652

## Neubau des Schlosses
Ab 1585 ließ dann aber Ernst Ludwig das Schloss im Stil der Renaissance neu erbauen. Es erhielt das Aussehen, wie es von den Darstellungen der Stralsunder Bilderhandschrift von 1615, der Lubinschen Karte von 1618 und dem Stich von Merian von 1652 bekannt ist.
Er hatte Schloss und Land Loitz im Heiratsvertrag als Witwensitz und Leibgedinge für seine Frau Sophia Hedwig von Braunschweig vorgesehen. Nach seinem Tod 1592 bezog und nutzte die Herzogin dann das Schloss mit dem dazugehörigen Land, das der Versorgung diente. Sie wohnte bis zu ihrem Tod 1631 dort. Aus ihrer Zeit sind weitere Um- und Ausbauten bekannt, die umfangreichsten aus den Jahren um 1620, als sie auch am Fürstenstuhl in der Marienkirche arbeiten ließ.
1638 erhielt der schwedische General Axel Lillie Amt und Schloss Loitz als Pfandbesitz. Er ließ umfangreiche Reparaturen und Umbauten durchführen, die detailliert belegt sind. 1654 musste er seine Pfandbesitzungen wieder zurückgeben. Danach begann der allmähliche Verfall. 1697 berichtete der schwedische Landmesser, dass das Schloss verwüstet, also nur noch Ruine war. Beim Stadtbrand 1701 wurden weitere Überreste vernichtet. Danach wurde die Ruine nach und nach abgeräumt.
Der Schlossberg, der noch auf Stadtansichten des frühen 19. Jahrhunderts zu sehen ist, wurde beim Bau der Eisenbahnstrecke nach Toitz-Rustow 1906 vollständig abgetragen. Einige Fundstücke aus dem Jahr 1828, darunter ein spätmittelalterliches Schloss, sind als Teil der Sammlung von Friedrich von Hagenow ins Stralsunder Museum gelangt und befinden sich heute dort.
Zum Schlossareal gehörte noch die Schlossmühle, eine Wassermühle, deren Nachfolgebauten noch heute erhalten sind. Der große Mühlteich, der aus Norden das Schloss schützte, wurde später abgelassen und zugeschüttet. Der Mühlbach wurde unterirdisch verlegt.

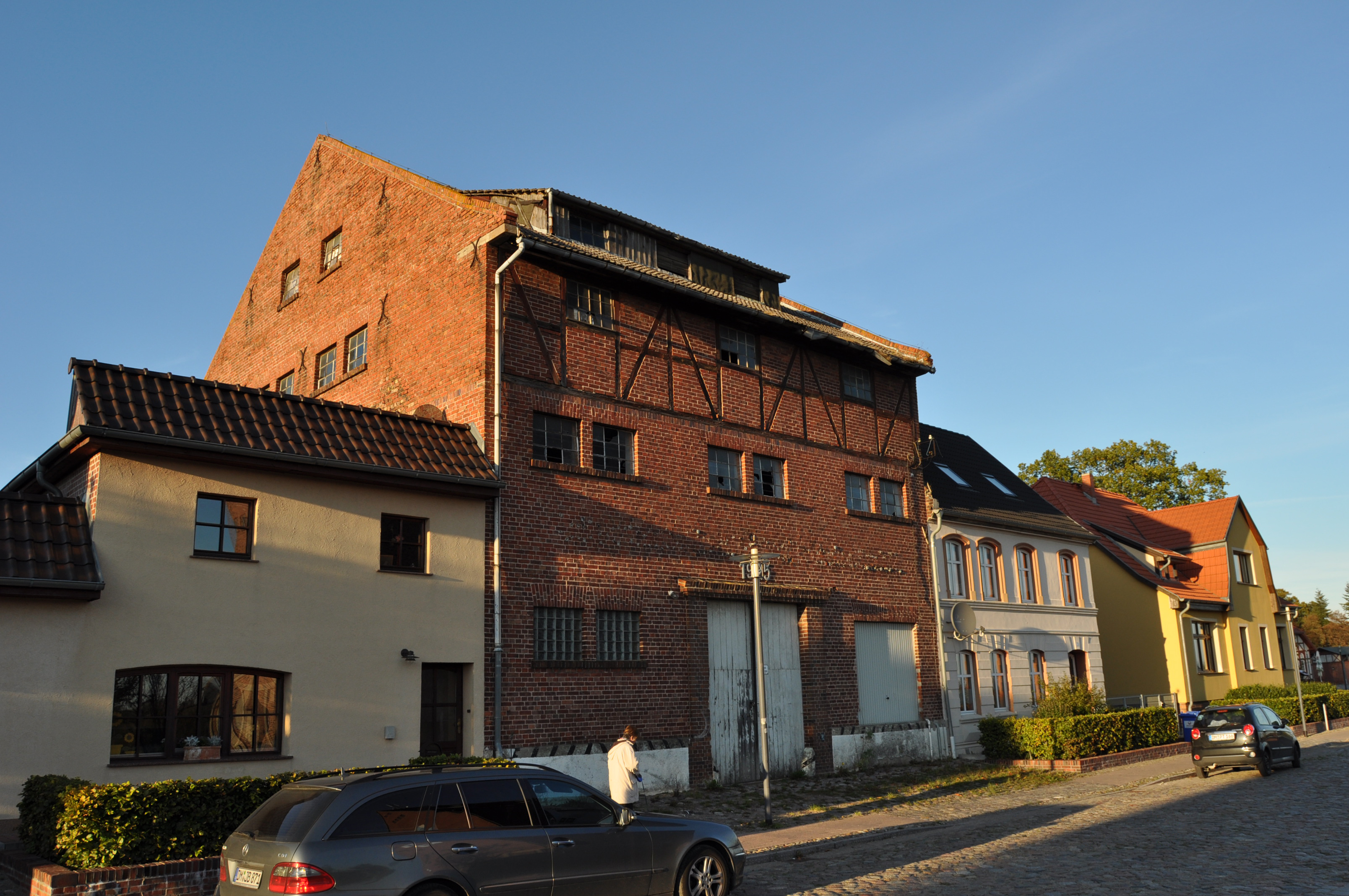
Die Schlossmühle (Nachfolgebau) von Loitz

## Einbindung in Verteidigungsanlagen der Stadt
In den schwedischen Militärkarten von 1759 und 1761 sind die Einbindungen des Schlosses und seiner Verteidigungsanlagen deutlich erkennbar, wobei aber zu bemerken ist, dass bei der Zeichnung von 1759 noch das Schloss als vollständig erhalten überliefert ist. Es ist aber möglich, dass die schwedischen Zeichner des Militäratlasses (in Berlin erhalten) auf ältere Quellen zurückgegriffen haben und damit einen wesentlich älteren Zustand abbildeten.
Stadt und Schloss boten laut der Zeichnung eine ausgezeichnete Verteidigungssituation, da die Stadt samt Schloss von moorigen Wiesen und Gewässern umgeben war. Bastionen, Wälle, Gräben und Mauern sind heute noch in Relikten, besonders an der West- und Nordseite der Stadt überliefert.